# Джурнякова, Анна
А́нна Джу́рнякова (словац. Anna Džurňáková; 24 января 1983, Кежмарок, Чехословакия) — словацкая хоккеистка, нападающая женской сборной Словакии.

## Карьера
Анна Джурнякова представляла хоккейные команды «Слован» из Братиславы и «Попрад».
В составе сборной провела все три матча квалификации к Олимпийским играм 2010 года, а на самих играх забросила первую шайбу сборной Словакии: это произошло в матче против Швеции (счёт стал 1:1, но Швеция победила в итоге 6:2). Эта шайба была единственной шайбой Джурняковой на Олимпиаде в 5 матчах.
Джурнякова играла во втором, первом и высшем дивизионах чемпионата мира: дебютировала в сборной в 2005 году во втором дивизионе, играла в высших дивизионах в 2011 и 2012 годах.

## Статистика в сборной
| Год  | Сборная  | Турнир                           | Игры | Голы | Передачи | Очки | Минуты штрафа |
| ---- | -------- | -------------------------------- | ---- | ---- | -------- | ---- | ------------- |
| 2005 | Словакия | Чемпионат мира (II дивизион)     | 4    | 0    | 1        | 1    | 2             |
| 2007 | Словакия | Чемпионат мира (II дивизион)     | 5    | 0    | 2        | 2    | 2             |
| 2008 | Словакия | Чемпионат мира (I дивизион)      | 5    | 1    | 0        | 1    | 0             |
| 2008 | Словакия | Олимпиада (квалификация)         | 3    | 0    | 0        | 0    | 0             |
| 2009 | Словакия | Чемпионат мира (I дивизион)      | 5    | 0    | 3        | 3    | 4             |
| 2010 | Словакия | Олимпиада                        | 5    | 1    | 0        | 1    | 2             |
| 2011 | Словакия | Чемпионат мира (высший дивизион) | 5    | 1    | 0        | 1    | 2             |
| 2012 | Словакия | Чемпионат мира (высший дивизион) | 5    | 0    | 0        | 0    | 0             |
| 2013 | Словакия | Чемпионат мира (I дивизион A)    | 5    | 1    | 2        | 3    | 0             |